# Піза

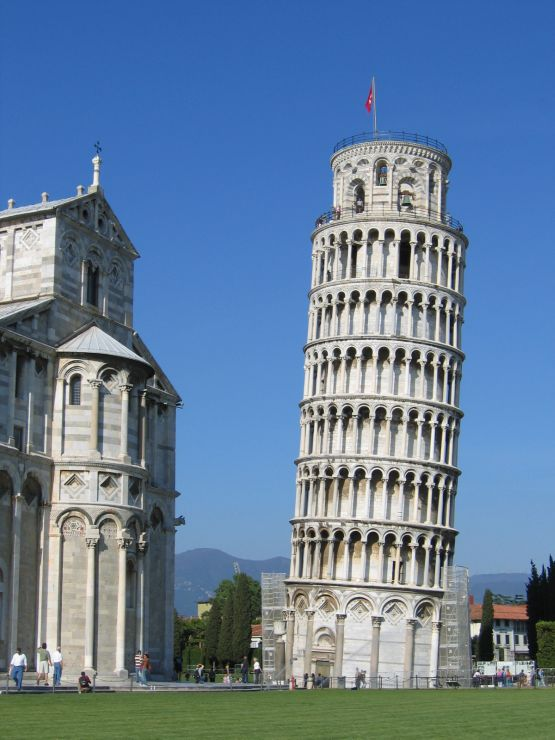
Пізанська башта

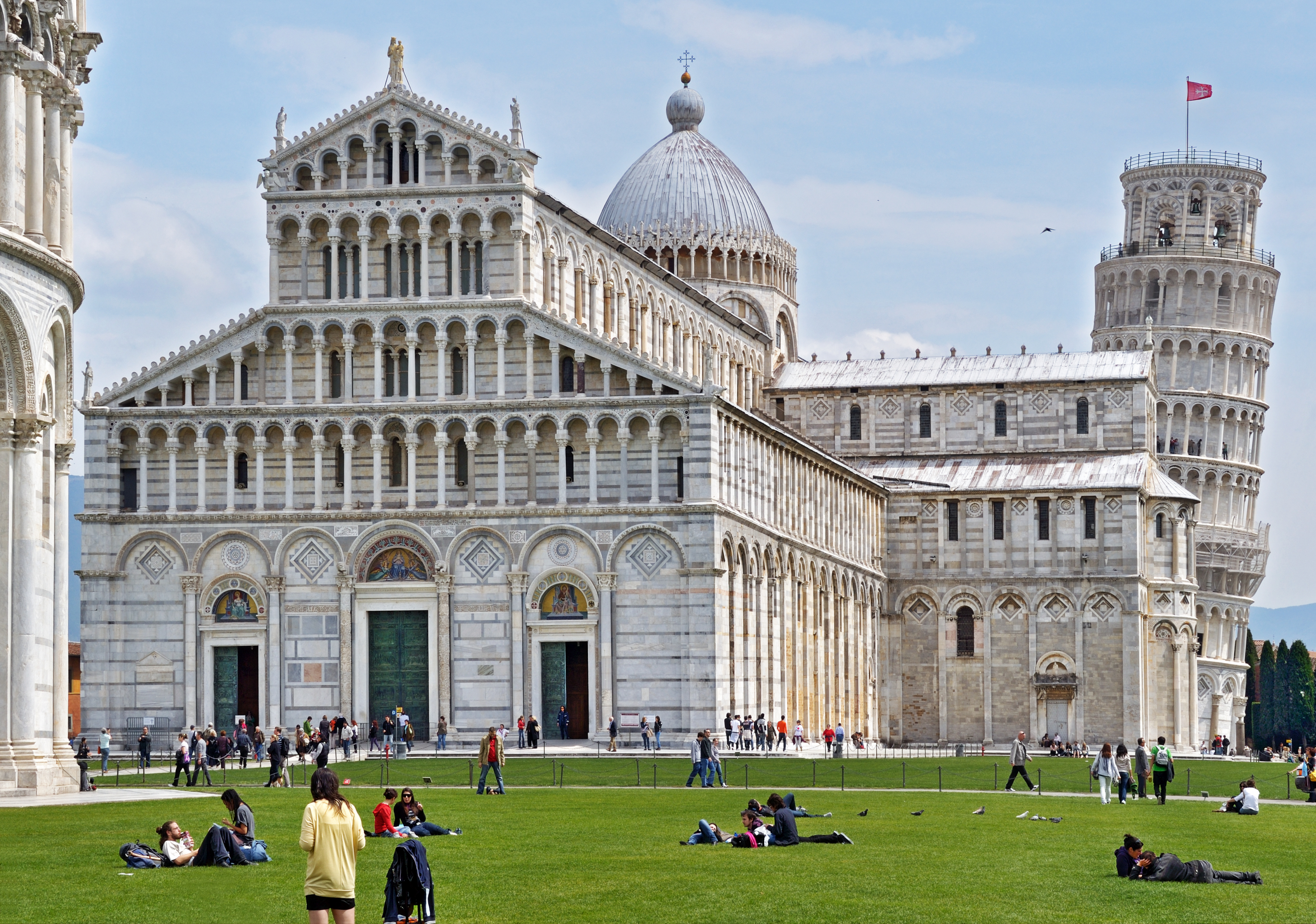
П'яцца-деі-Міраколі

Пі́за (італ. Pisa) — місто та муніципалітет в Італії, у регіоні Тоскана, столиця провінції Піза, відоме завдяки падаючій Пізанській вежі, розташованій в цьому місті. Піза знаходиться на правому березі гирла річки Арно, при Лігурійському морі.
Піза розташована на відстані близько 270 км на північний захід від Риму, 70 км на захід від Флоренції.
Населення — 89 523 особи (2014).
Протягом довгого періоду Піза була морською республікою з численним флотом. Сила Пізи як морської держави досягла апогею в XI—XIII століттях, коли вона набула традиційної слави, як одна з чотирьох головних морських республік Італії.

## Демографія
Населення за роками:

Станом на 1 січня 2023 року в муніципалітеті офіційно проживало 12 185 іноземців з 139 країн, серед них 2387 громадян країн Євросоюзу та 594 громадяни України.

## Культура
Щорічний фестиваль відбувається 17 червня. Покровитель — San Ranieri. В італійській мові існує фразеологізм «пізанська допомога» у значенні запізнілої, непотрібної допомоги. Яким чином етимологія цього вислову пов'язана з Пізою досі точно не встановлено.

## Уродженці і особи, пов'язані з містом
- Джорджо К'єлліні (*1984) — італійський футболіст, захисник.
- Серджо Бертоні (*1915 — †1995) — колишній італійський футболіст, нападник, згодом — футбольний тренер.
- Джованні Альфонсо Бореллі (*1608 — †1679) — італійський фізіолог, фізик і математик епохи Відродження.
- Галілео Галілей (*1564 — †1642) — видатний італійський мислитель епохи Відродження, засновник класичної механіки, фізик, астроном, математик.
- Ораціо Джентілескі (1563—1639) — художник доби раннього бароко.
- Ораціо Рімінальді (1593—1630) художник доби раннього бароко, учень Ораціо Джентілескі.
- Джованні Галлі (*1958) — відомий у минулому італійський футболіст, воротар.

## Уродженці
- Дієго Фаббріні (*1990) — італійський футболіст, півзахисник.

- Серджо Маркі (футболіст) (*1920 — †1979) — італійський футболіст, захисник.

## Сусідні муніципалітети
- Кашина
- Коллезальветті
- Ліворно
- Сан-Джуліано-Терме

## Галерея зображень
Видатні уродженці Пізи

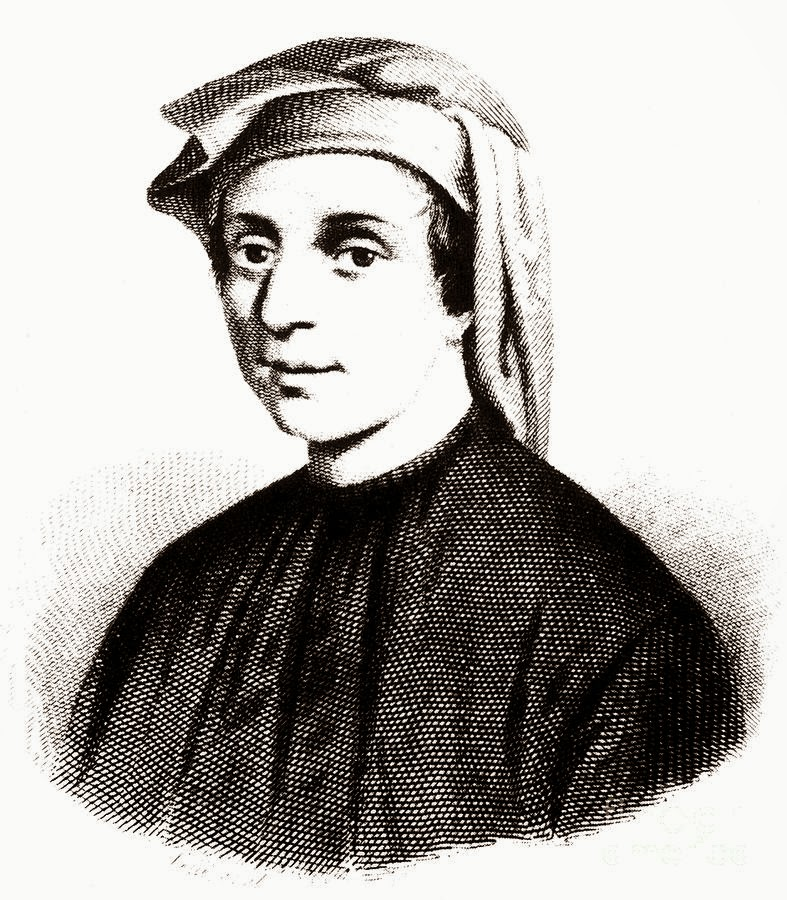
Леонардо Фібоначчі
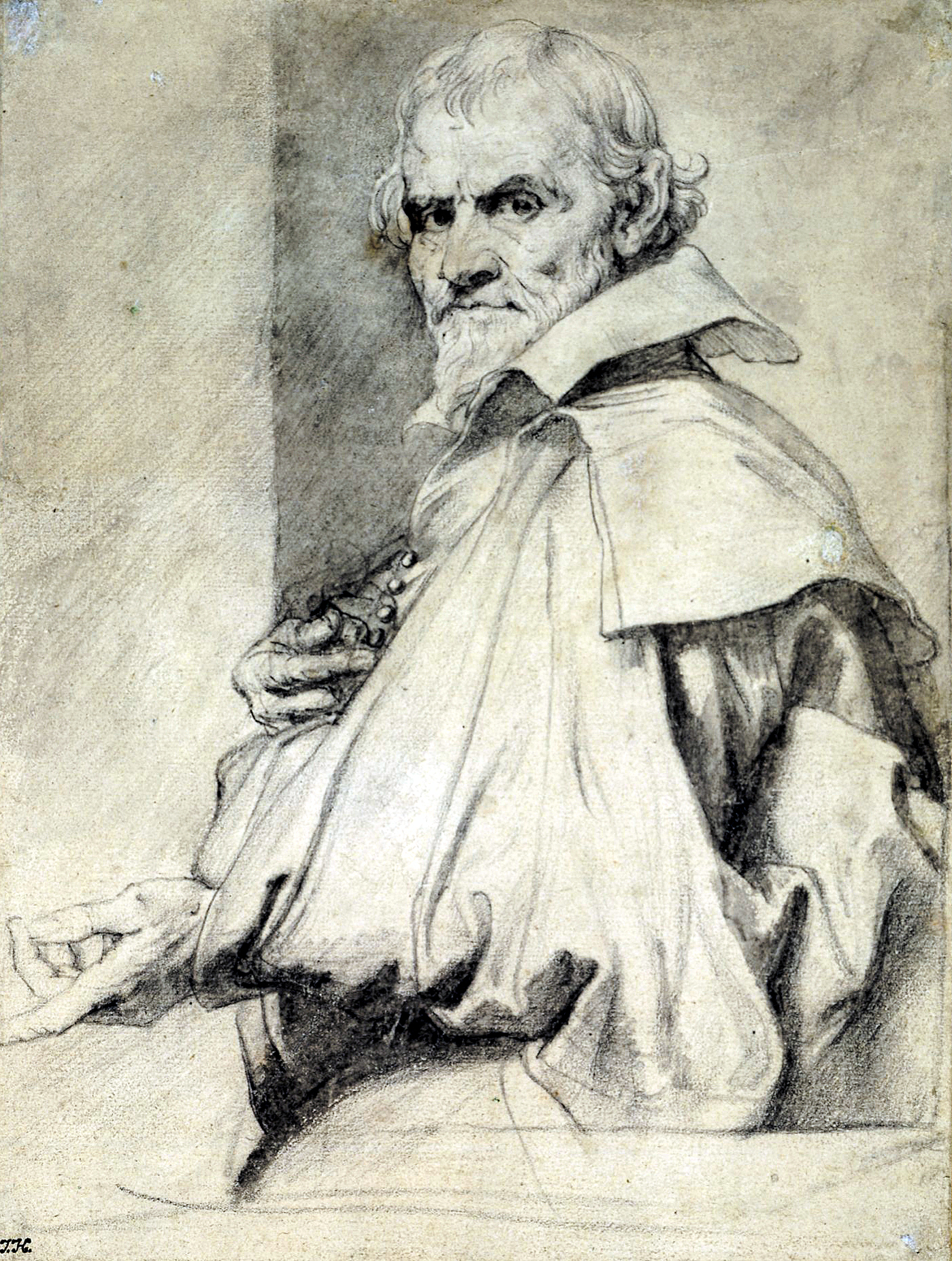
Художник Ораціо Джентілескі.
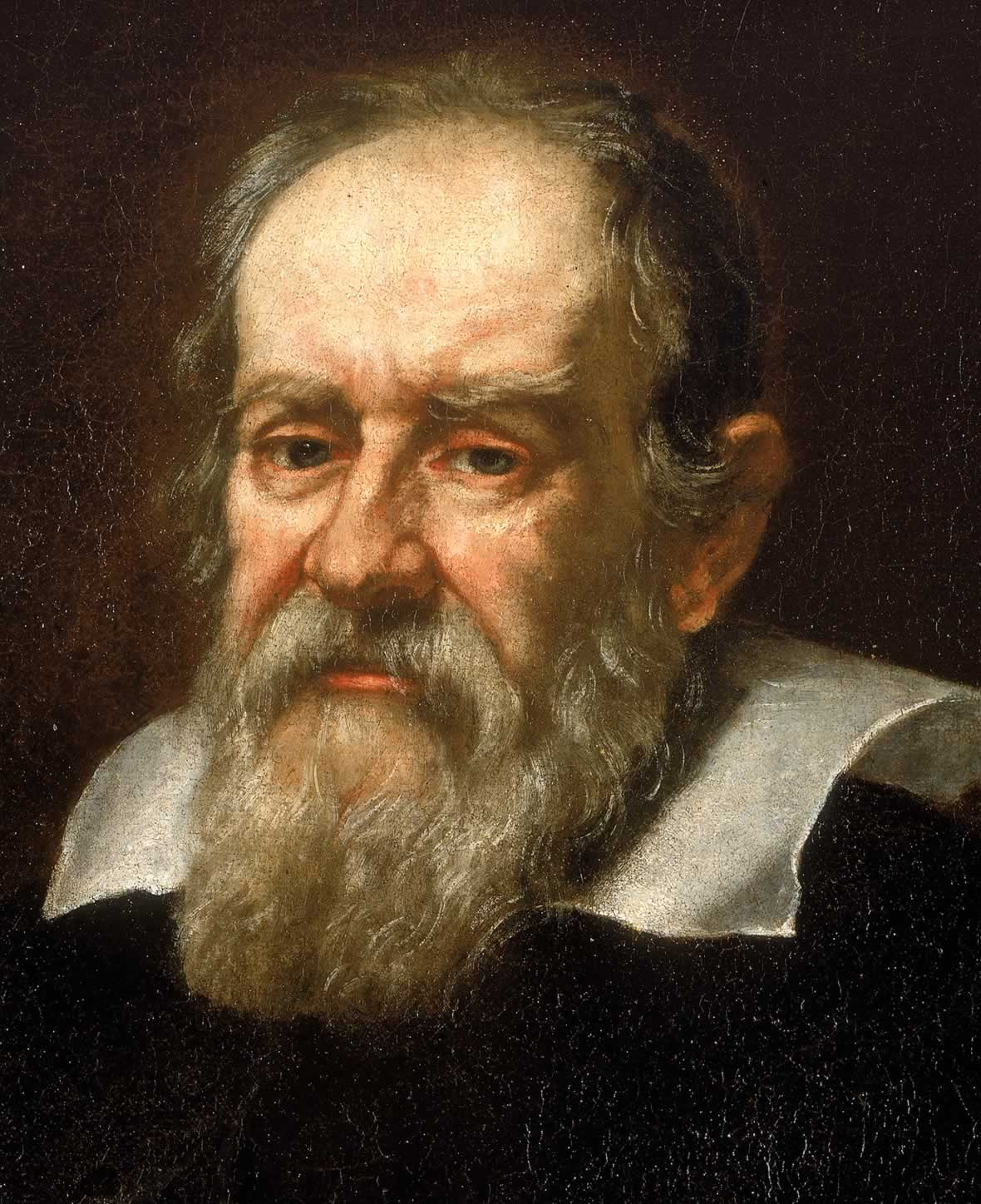
Галілео Галілей
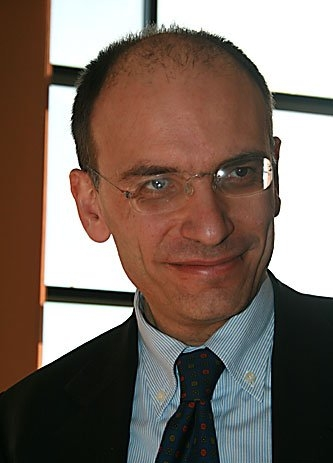
Енріко Летта